# کرزان‌رود
کرزان‌رود از علیای دره گشالی و سنجوزان در استان همدان سرچشمه گرفته است. این رود در حدود آبادی اریکان، با دو شعبه از دره سرابی و سرکان که آنها نیز از قلل کوه الوند سرچشمه گرفته‌اند، یکی شده و به نام قلقل رود ده‌های مجاور خود را مشروب کرده، به طرف جنوب غربی شهرستان تویسرکان جاری می‌شود. آب این رودخانه وارد شهرستان نهاوند شده و به رود گاماسیاب منتهی می‌شود.